# Canarana seminigra
Canarana seminigra là một loài bọ cánh cứng trong họ Cerambycidae.